# Wim Opbrouck
Wim Emile Jules Opbrouck (Kortrijk, 5 februari 1969) is een Vlaamse acteur, zanger en presentator van televisieprogramma's.

## Biografie

### Theater
Opbrouck werd opgeleid bij Studio Herman Teirlinck in Antwerpen. Nadien startte hij zijn carrière in het theater bij de Blauwe Maandag Compagnie en speelde er onder meer in de theatermarathon ‘Ten Oorlog’. De compagnie veranderde later in het Toneelhuis, waar Opbrouck deel werd van de vaste artistieke kern. Daarnaast speelt Opbrouck ook voor Toneelgroep Maastricht en was hij twaalf jaar ensemblelid bij NTGent waar hij van 2010 tot 2015 ook artistiek directeur was.
Opbrouck stond zelf aan de basis van vele theaterproducties. Samen met Wilfried De Jong maakte hij de eigen productie ‘We Free Kings’. Met Frank Van Laecke en Alain Platel maakte hij ‘En Avant Marche’, een muzikale voorstelling met fanfare en dans die onder andere in Londen, Parijs, Sevilla en Berlijn werd opgevoerd. 

### Televisie en film
Opbrouck had komische hoofdrollen in ‘In De Gloria’ en ‘Het Eiland’ van Jan Eelen. Daarnaast had hij ook serieuzere rollen in ‘Windkracht 10’, ‘De Ronde’, ‘Salamander’, ‘In Vlaamse Velden’ en ‘Tytgat Chocolat’. Opbrouck speelde tevens in langspeelfilms zoals ‘Bowling Balls’, ‘Ventoux’, ‘Café Derby’ en ‘Cobain’. Voor de laatste film kreeg hij in 2018 een Gouden Kalf voor de beste bijrol. 
Met Jean Blaute en Michiel Hendryckx trok hij in het Canvasprogramma De bende van Wim met de moto rond Europa. Opbrouck presenteert sinds 2017 ook het bakprogramma Bake Off Vlaanderen op VIER, wat hem in 2018 de publieksprijs van de Grote Prijs Jan Wauters opleverde. 

### Muziek
Als muzikant speelt Opbrouck in De Dolfijntjes, een West-Vlaamse muziekgroep die hij oprichtte met studiegenoot Wim Willaert. Hij combineerde het acteren en het musiceren in TV Tunes KNT, waarmee hij samen met Ron Reuman oude tv-deuntjes in een nieuw jasje steekt. In 2003 en 2018 trokken Reuman en Opbrouck langs Vlaamse theaters met deze show.

### Overige werkzaamheden
Opbrouck was artistiek intendant van ‘Ode aan de Ode’ die de 30.000ste Last Post in de verf zette. Met ‘Peace to the World’ zette hij met een grootse muziekmarathon een punt achter GoneWest, de noemer voor alle culturele projecten rond de Eerste Wereldoorlog.
In 2010 schreef Opbrouck het voorwoord van het fotoboek 'Zondag elf uur', een boek van Ronny Dekock en Peter Verplancke waarin zij een traditie belichten die stilaan verloren gaat, namelijk het cafébezoek na de zondagsmis.
Met Tania Berkovitch richtte hij in 2021 het Instituut voor Onderzoek van de Betovering der Zeeën op, een ontmoetingsplaats tussen kunst, wetenschap en economie, met de zee als centraal thema.

## Filmografie

### Presentatie
- In de Keuken (jan 2010 - maart 2010), Canvas
- Bake Off Vlaanderen (2017-heden), VIER/Play4
- De Slimste Mens ter Wereld (2018-heden), als jurylid, VIER/Play4

### Televisieseries
- Moeder, waarom leven wij? (1993) - als moordenaar Roger
- Copy Copy (1993)
- Wittekerke (1994) - als Bernard Gooris
- De Put (1994) - als Wilfried
- Wittekerke (1995-1996) - als Lucas 'Semtex' Steenbergen
- Heterdaad (1996) - als Martin Baeten
- Kulderzipken (1997)  - als kok
- Sterke verhalen (1997)
- Windkracht 10 (1997) - als Nick Bouvry
- Hof van Assisen (1998) - als zoon
- Alles Kan Beter (1998, 1999) - als gast(acteur)
- Recht op Recht (1999) - als Wim Waesbeke
- Raf & Ronny II (1999) - als Staf Van de Perre
- Het Peulengaleis (1999)
- Heterdaad (1999) - als Donald Blomme
- Blinde Vinken (1999)
- Spike (2000) - als Zeeuwsmeisje Man
- Liefde & geluk (1999) - als Rudy Defauw
- In De Gloria (2000-2001) - verschillende rollen
- Nefast voor de feestvreugde (2000-2003)  - als Bjorn
- De grote boze wolf show (2001) - als Sus de Stroper
- Stille Waters (2001-2002) - als onderzoeksrechter Willy Van Wallegem
- De Rederijkers (2001-2003)
- Level X (2002) - als boer Robby
- De bende van Wim (2002-2003, 2005-2006)
- De fictiefreak (2003)
- Dennis (2003) - als waarzegger
- Het eiland (2004-2005) - als Frankie Loosveld
- Matroesjka's (2005) - als Mike Simons
- Week van liefde (2005)
- Annie M.G. (2010) - als interviewer Frankrijk
- De Ronde (2011) - als Tommy Lievens
- Albert II (2013) - als Jean-Luc Dehaene
- Salamander (2013, 2018) - als minister Marc De Coutere
- In Vlaamse velden (2014) - als Philippe Boesman
- Den elfde van den elfde (2016) - als baas van Erik
- Tytgat Chocolat (2017) - als Roman Tytgat
- Fenix (2017) - als Baruch
- Ennemi public (2019) - als Wim Tork
- Hij komt, hij komt... De intrede van de Sint (2019-heden) - als Sinterklaas
- Dag Sinterklaas (2019-heden) - als Sinterklaas
- Nonkels (2022-heden) - als Christian Van Eede
- Chantal (2022-heden) - als Roland Schiettekatte
- Arcadia (2023, 2025) - als Jaak Philips
- #LikeMe (2023) - als Roger L'Argent
- The Masked Singer (2024) - als gastspeurder
- Elixer (2025) - als Ludo Rombauts

### Films
- Beck - De gesloten kamer (1992)
- Het witte bloed (1992) - als verpleger Gustaaf
- Elixir d'Anvers (1996) - als Janes
- Ad Fundum (1993) - als Jean-Luc
- Manneken Pis (1995) - als Bert
- Walhalla (1995)  - als Patriek
- De klokkenluider van de Notre Dame - als Hugo (stem)
- Man van staal (1999) - als portier
- Vergeten straat (1999) - als nonkel
- Kaas (1999) - als medewerker van Blauwhoedveem
- Misstoestanden (2000) - als Frank Verbert
- Iedereen beroemd! (2000) - als Rik De Visser
- 15' zondergrond (2000)
- Zoltan (2001) - als trainer
- Meisje (2002) - als Alain
- Ice Age (2002) - als Manfred/Manny (stem)
- Verder dan de maan (2003) - als badmeester
- The Incredibles (2004) - als Bob Parr/Mr. Incredible (stem)
- Ice Age: The Meltdown (2006) - als Manfred/Manny (stem)
- Das Leben ein Traum (2007) - als Clotaldo
- Man zkt vrouw (2007) - als Julien
- Passages (2008) - als Frank
- Kan door huid heen (2009) - als John
- Casimir et Caroline (2009)
- Vreemd Bloed (2009) - als vader
- Paniek in het dorp (2009)
- Sea of Tranquility (2010) - als man in restaurant
- Frits & Freddy (2010) - als Carlo Mus
- Isabelle (2011) - als Bernard
- Het varken van Madonna (2011) - als burgemeester
- Badpakje 46 (2011) - als zwemleraar
- Ice Age: Continental Drift (2012) - als Manfred/Manny (stem)
- Boven is het stil (2013) - als melkrijder
- W. (2014) - als commissaris
- The Education (2014) - als vader (stem)
- Bowling Balls (2014) - als Mon Dewilde
- Ventoux (2015) - als David
- Café Derby (2015) - als Georges
- Isra en het magische boek (2016) - als mr. Gugle
- Pippa (2016) - als Corneel Corbeels
- Dag vreemde man (2016) als Michel
- Vind die domme trut en gooi haar in de rivier (2017) - als Wim
- Saint-Hubert (2016) - als Werner Schönwald
- De dag dat mijn huis viel (2017) - als Roemer
- Oude liefde (2017) - als Ton van Karspel
- Cobain (2017) - als Wickmayer
- All of Us (2019) - als Cédric
- New Queer Visions: Seeing Is Believing (2020) - als Michel
- Annette (2021) - als omroeper
- Sinterklaas en Koning Kabberdas (2021) - als Sinterklaas
- Young Hearts (2024) - als nonkel Tony

### Trivia
- Opbrouck speelde mee in een reclame van het biermerk Palm.[2]

- Gemeinsame Normdatei: 1062436334
- International Standard Name Identifier: 0000 0003 7186 0692
- Library of Congress Control Number: no2011116970
- MusicBrainz: 1b78b0a5-19c7-474e-ae12-f9e5590b3972
- Virtual International Authority File: 173362447
- WorldCat: E39PBJhXf4TwTQGBMB8b4whfv3